# Croton kalkmannii
Espèce
 Croton kalkmannii est une espèce de plantes à fleurs du genre Croton et de la famille des Euphorbiaceae, présente au Brésil (Ceará).
Il a pour synonyme :
- Oxydectes kalkmannii, (Müll.Arg.) Kuntze